# كاسبر (لعبة فيديو)
كاسبر (بالإنجليزية: Casper)‏ لعبة فيديو من إنتاج شركة فانكوم ونشرتها شركة إنتربلاي إنترتينمينت للبلاي ستيشن في عام 1999 وهي لعبة مقتبسة لفيلم كاسبر عام 1995.